# Patria y vida

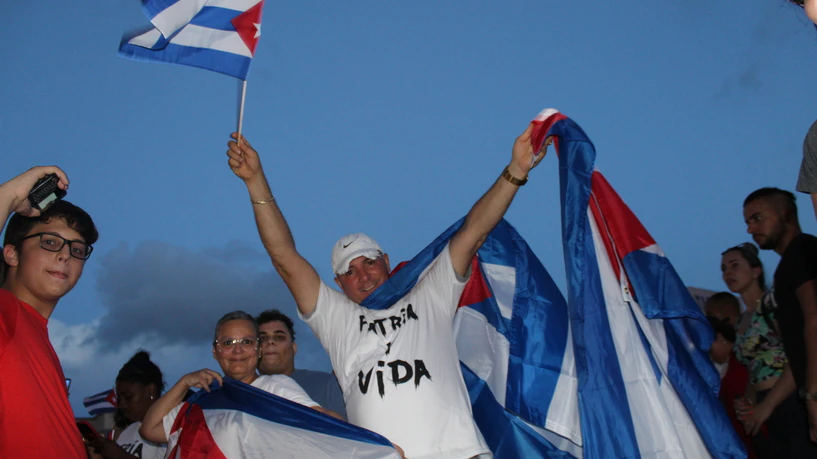
Manifestante utilizando una camiseta con la frase «Patria y vida».

Patria y vida es un lema de protesta utilizado en las manifestaciones de Cuba de julio de 2021. La frase está inspirada en una canción homónima y consiste en una modificación del lema del gobierno cubano «patria o muerte».

## Origen

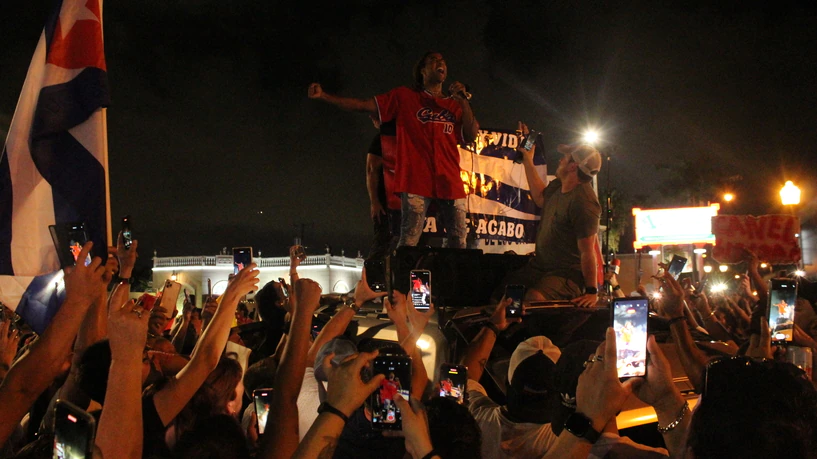
Yotuel, exintegrante de Orishas interpretando «Patria y Vida» en apoyo a las protestas sucedidas en Cuba.

El 16 de febrero de 2021 fue publicada la canción «Patria y vida», interpretada por los raperos cubanos Yotuel Romero, Descemer Bueno, Maykel Osorbo, El Funky y el grupo Gente de Zona. El título de la canción hace referencia a la frase «Patria o muerte ¡Venceremos!», acuñada por Fidel Castro en marzo de 1960, tras el triunfo de la Revolución cubana y que ha sido usada como uno de los lemas del gobierno cubano. La letra de la canción critica al gobierno cubano con frases como «Mi pueblo pide libertad, no más doctrinas. Ya no gritemos patria o muerte sino patria y vida». También hace alusión a eventos recientes en Cuba como la detención del rapero Denis Solís o el arresto de integrantes del Movimiento San Isidro en noviembre de 2020 tras realizar una huelga de hambre en protesta por el arresto de Solís. Iguamente menciona los problemas que enfrenta el país como la escasez de alimentos y la depreciación del peso cubano. El videoclip de la canción, grabado en La Habana y Miami, logró superar el millón de visualizaciones en YouTube luego de tres días de su publicación.
Tras su publicación, la canción recibió múltiples críticas por parte del gobierno cubano. El 18 de febrero el periódico Granma, propiedad del Partido Comunista de Cuba, publicó tres artículos desacreditando la canción, catalogándola como un tema «trapero y cobarde», a sus autores como «ratas» que buscan «cambiar a Cuba por un millón de vistas en YouTube» y denominando a la canción como una «operación desde Miami». El exministro de cultura y presidente de la institución cultural Casa de las Américas, Abel Prieto, acusó a la canción de buscar impedir un acercamiento entre el gobierno cubano y el presidente estadounidense Joe Biden. Durante las siguientes semanas el presidente de Cuba, Miguel Díaz-Canel, publicó varios tuits criticando la canción y reivindicando la frase «patria o muerte». El 18 de febrero citó un fragmento de la canción «Pequeña serenata diurna» de Silvio Rodríguez: «Vivo en un país libre, cual solamente puede ser libre. En esta tierra, en este instante. Y soy feliz porque soy gigante», añadiendo que «Así se canta a la Patria». El 19 de febrero escribió «#PatriaOMuerte! gritamos miles anoche, con los aplausos de las 9 y el himno de Perucho Figueredo. Quisieron borrar nuestra consigna y #Cuba la viralizó en las redes». Mientras que el 11 de marzo publicó «#PatriaYVida es una de nuestras convicciones. No dejaremos que la vacíen de significado los que trafican con el dolor y las necesidades del pueblo. Reivindico el Patria y Vida de #Fidel y de los revolucionarios de #Cuba».
Las críticas del gobierno cubano causaron que el lema «Patria y vida» empezara a ser utilizado por los opositores al régimen como símbolo. Pocos días después del estreno de la canción, dos activistas cubanos fueron arrestados en La Habana por escribir la frase «Patria y vida» en la fachada de su casa. El 6 de marzo una manifestación de exiliados cubanos en Miami utilizó el lema «Patria y vida» para pedir el fin del régimen cubano. El rapero Maykel Castillo, que colaboró con el videoclip de la canción, fue arrestado en mayo, acusado de incitar al desorden público. El gobierno cubano prohibió la reproducción de la canción «Patria y vida».

## Protestas de julio de 2021

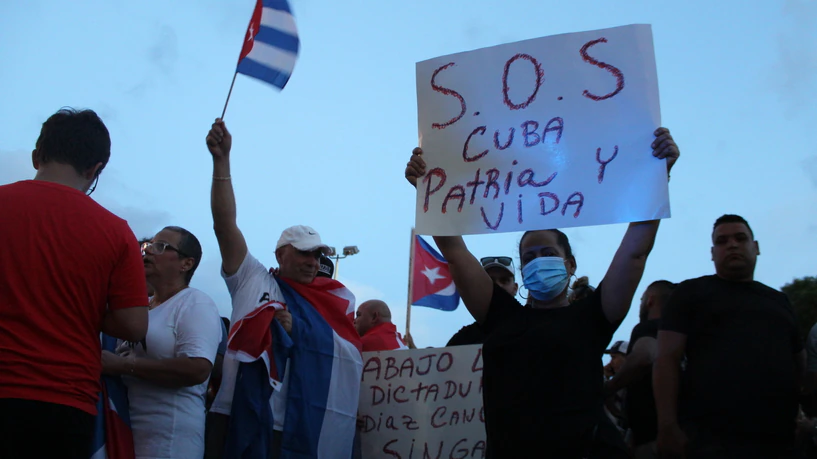
Protestantes cubanos en Miami en apoyo a las manifestaciones en Cuba con las frases «SOS Cuba» y «Patria y vida».

El 11 de julio de 2021 iniciaron una serie de manifestaciones en Cuba en contra del gobierno de Miguel Díaz-Canel. Las primeras protestas surgieron en San Antonio de los Baños, cerca de La Habana, y en Palma Soriano, en la provincia de Santiago de Cuba, con personas cantando «Patria y Vida», así como otros lemas y criticando la respuesta del gobierno ante la pandemia de COVID-19 en la isla y la crisis económica subsecuente. El hashtag #PatriaYVida fue utilizado en redes sociales para difundir las protestas junto a otros como #SOSCuba. La frase ha sido considerada como un símbolo de la oposición al gobierno cubano y la canción como un himno de las protestas.
La consigna fue usada igualmente en protestas en apoyo a los manifestantes cubanos en diversas partes de Estados Unidos y de Hispanoamérica, incluyendo Argentina, México y Perú.
Para el momento en que iniciaron las manifestaciones, la canción ya contaba con más de seis millones de reproducciones en Youtube. Su autor, Yotuel Romero, ha propuesto que el día 11 de julio sea considerado el «Día de patria y vida» en honor a las manifestaciones iniciadas en ese día.